# 外厨增四
長蛇座3，又名BD-07 2540，HD 72968、SAO 136076、HR 3398，是長蛇座的一颗恒星，视星等为5.72，位于銀經232.8，銀緯18.85，其B1900.0坐标为赤經8h 30m 35.4s，赤緯-7° 18.85′ 17″。